# 班福
45°59′41″N 17°52′48″E / 45.994691°N 17.8798791°E
班福，是匈牙利巴兰尼亚州所辖的一个村。总面积12.06平方公里，总人口197，人口密度16.3人/平方公里（2011年1月1日）。